# ویلسون لمپکین

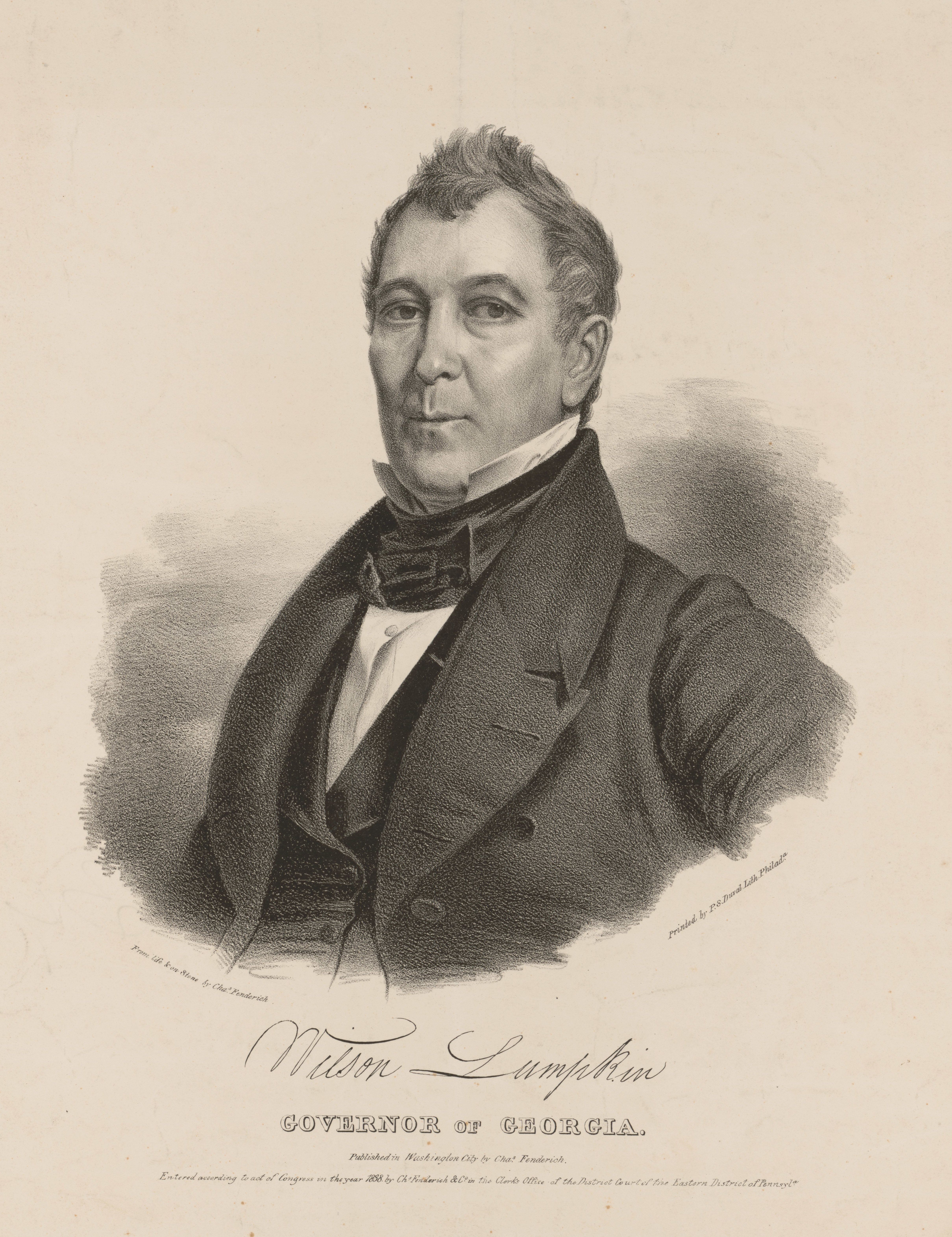
ولیسون لمپکین

ویلسون لمپکین (به انگلیسی: Wilson Lumpkin) سناتور سابق عضو حزب دموکرات ایالات متحده آمریکا بود. وی در سال ۱۸۳۷ تا ۱۸۴۱ میلادی سناتور ایالت جورجیا در سنای ایالات متحده آمریکا بود.